# Fatu Sue
Das Kap Fatu Sue (auch Fatoe Soe) ist ein Kap im Nordwesten Osttimors. Es befindet sich in der Aldeia Meguir, im Südwesten des Verwaltungsamts Atabae und bildet die westlichste Spitze des Sucos Aidabaleten, an der Küste der Sawusee. Westlich befindet sich der See Lago Hatsun und südlich der See Lago Malai. Ihr Abfluss mündet südlich des Kaps in die Sawusee.